# Briefing
Een briefing (Engels leenwoord, gevormd naar brief voor kort, beknopt, een leenwoord uit het Oudfrans) is een moment van samenkomst, vaak voorafgaand aan een actie of missie, waarbij de bijzonderheden, doelen en tactieken worden besproken en de taken worden verdeeld. 
Een aantal voorbeelden waar een briefing voor wordt gebruikt:
- een militaire missie
- voorafgaand aan grootschalig politieoptreden
- voorafgaand aan een race of rally, ook wel de ridersmeeting of -briefing genoemd.

## Debriefing
Waar de briefing voorafgaat aan de actie, komt de debriefing na de actie. Deelnemers aan de actie worden door de meerdere bevraagd naar hoe de actie verliep, of de geleverde informatie juist was, of de doelen zijn behaald en wat de successen en de verbeterpunten zijn.